# Massif de Parú-Euaja
Pour les articles homonymes, voir Paru.
Le massif de Parú-Euaja (Macizo de Parú-Euaja, en espagnol) est une massif montagneux du bouclier guyanais situé dans l'État d'Amazonas au Venezuela. Il culmine à 2 200 mètres d'altitude et compte parmi ses sommets le cerro Euaja (1 870 m), le cerro Parú (1 665 m) et le cerro Asisa. Quatre affluents du río Ventuari, lui-même affluent de l'Orénoque, prennent leur source dans le massif : les ríos Asisa, Seje, Parú et Viecura.